# Liste der Seenotrettungsstationen der Deutschen Gesellschaft zur Rettung Schiffbrüchiger
Dies ist eine Liste der Seenotrettungsstationen der Deutschen Gesellschaft zur Rettung Schiffbrüchiger (DGzRS) im Bereich heutigen Bundesrepublik Deutschland. Eine Karte der Stationen ist im Hauptartikel zur DGzRS zu finden. 1910 bestand ein durchgängiges Netz mit 129 Rettungsstationen von Borkum bis Ostpreußen.

## Hauptamtlich besetzte Stationen mit Seenotrettungskreuzern
Die Seenotrettungsstationen sind mit Seenotrettungskreuzern ausgestattet, die rund um die Uhr mit hauptamtlichen Seenotrettern besetzt sind. Diese sind auf dem Kreuzer oder im nahe gelegenen Stationsgebäude in Bereitschaft.

### Nordsee

#### Bremen
- Seenotrettungsstation Bremerhaven

#### Niedersachsen
- Seenotrettungsstation Borkum
- Seenotrettungsstation Norderney
- Seenotrettungsstation Hooksiel
- Seenotrettungsstation Cuxhaven

#### Schleswig-Holstein
- Seenotrettungsstation Deutsche Bucht/Helgoland
- Seenotrettungsstation Büsum
- Seenotrettungsstation Nordstrand
- Seenotrettungsstation Amrum
- Seenotrettungsstation List (Sylt)

### Ostsee

#### Schleswig-Holstein
- Seenotrettungsstation Olpenitz
- Seenotrettungsstation Laboe
- Seenotrettungsstation Großenbrode
- Seenotrettungsstation Grömitz

#### Mecklenburg-Vorpommern
- Seenotrettungsstation Warnemünde
- Seenotrettungsstation Darßer Ort
- Seenotrettungsstation Sassnitz
- Seenotrettungsstation Greifswalder Oie

## Ehrenamtlich besetzte Stationen mit Seenotrettungsbooten
Die Rettungsbootstationen sind mit Seenotrettungsbooten ausgestattet, die im Alarmfall mit ehrenamtlichen Seenotrettern besetzt werden.

### Nordsee

#### Niedersachsen
- Seenotrettungsstation Juist
- Seenotrettungsstation Norddeich
- Seenotrettungsstation Baltrum
- Seenotrettungsstation Langeoog
- Seenotrettungsstation Neuharlingersiel
- Seenotrettungsstation Wangerooge
- Seenotrettungsstation Horumersiel
- Seenotrettungsstation Wilhelmshaven
- Seenotrettungsstation Fedderwardersiel

#### Schleswig-Holstein
- Seenotrettungsstation Brunsbüttel
- Seenotrettungsstation Eiderdamm
- Seenotrettungsstation Hörnum

### Ostsee

#### Schleswig-Holstein
- Seenotrettungsstation Langballigau
- Seenotrettungsstation Gelting
- Seenotrettungsstation Maasholm
- Seenotrettungsstation Damp
- Seenotrettungsstation Eckernförde
- Seenotrettungsstation Schilksee
- Seenotrettungsstation Lippe/Weißenhaus
- Seenotrettungsstation Heiligenhafen
- Seenotrettungsstation Puttgarden
- Seenotrettungsstation Neustadt
- Seenotrettungsstation Travemünde
- Seenotrettungsstation Schleswig

#### Mecklenburg-Vorpommern
- Seenotrettungsstation Timmendorf/Poel
- Seenotrettungsstation Kühlungsborn
- Seenotrettungsstation Wustrow
- Seenotrettungsstation Prerow/Wieck
- Seenotrettungsstation Zingst
- Seenotrettungsstation Stralsund
- Seenotrettungsstation Vitte/Hiddensee
- Seenotrettungsstation Breege
- Seenotrettungsstation Glowe
- Seenotrettungsstation Lauterbach
- Seenotrettungsstation Freest
- Seenotrettungsstation Zinnowitz
- Seenotrettungsstation Ueckermünde

## Ehemalige Stationen
- Seenotrettungsstation Burgstaaken[2]
- Seenotrettungsstation Cranz[3]
- Seenotrettungsstation Dorumer Tief[4]
- Seenotrettungsstation Friedrichskoog[2]
- Seenotrettungsstation Kolberg[5]
- Seenotrettungsstation Mellneraggen[6]
- Seenotrettungsstation Memel[6]
- Seenotrettungsstation Munkmarsch[3]
- Seenotrettungsstation Pillau[7]
- Seenotrettungsstation Prerow[8]
- Seenotrettungsstation Rantum[9]
- Seenotrettungsstation Rügenwaldermünde[10]
- Seenotrettungsstation St. Peter-Ording[3]
- Seenotrettungsstation Swinemünde-West[7]
- Seenotrettungsstation Westeraccumersiel[2]
- Seenotrettungsstation Westerland[3]